# Альберт Оль
Альберт Оль (нім. Albert Ohl; 2 жовтня 1884, Шлотгайм — 24 червня 1969, Мангайм) — німецький військовий ветеринар, доктор ветеринарії (21 листопада 1911), генерал-майор ветеринарної служби вермахту (1 вересня 1941).

## Біографія
1 квітня 1911 року вступив однорічним добровольцем в 1-й баварський залізничний дивізіон. 31 юерезня 1912 року відправлений в резерв. З 2 серпня 1914 року — головний ветеринар 1-го дивізіону 2-го польового артилерійського полку, з 15 листопада по 18 грудня 1914, з 11 по 30 березня 1915 і з 24 жовтня по 12 грудня 1916 року виконував обов'язки головного ветеринара полку. З 18 серпня 1917 по 9 вересня 1917 і з 3 по 9 березня 1918 року — начальник кінного шпиталю при 4-й баварській піхотній дивізії. З 29 березня 1918 року — головний ветеринар 3-го, з 28 травня 1918 року — 1-го дивізіону 2-го польового артилерійського полку. З 14 червня по 15 липня 1918 року — знову начальник кінного шпиталю при 4-й баварській піхотній дивізії.
З вересня 1919 року служив в 19-й, з 1 жовтня 1919 року — в 21-й стрілецькій бригаді. З 1 травня 1923 року — головний ветеринар батальйону 17-го (баварського) кінного полку, з 1 травня 1924 року — 7-го (баварського) інженерного батальйону, з 1 травня 1926 року — 7-го (баварського) дивізіону зв'язку. 1 квітня 1927 року перевелений в 7-й (баварський) автомобільний дивізіон, з 1 травня — головний ветеринар дивізіону. З 1 травня 1929 року — головний ветеринар 6-го (прусського) артилерійського полку, з 1 квітня 1935 року — 21-го піхотного полку, одночасно виконував обов'язки головного ветеринара 17-ї дивізії. З 15 жовтня 1935 року — головний ветеринар 17-ї, з 6 жовтня 1936 року — 33-ї дивізії.
З 26 серпня 1939 року — головний ветеринар 33-ї піхотної дивізії. 20 березня 1940 року відправлений в резерв ОКГ. З 1 серпня 1940 року — головний ветеринарний офіцер при головнокомандувачі військами в Нідерландах. 1 січня 1944 року відправлений в резерв 12-го військового округу. 31 березня 1944 року звільнений у відставку.

## Нагороди
- Залізний хрест
  - 2-го класу (11 листопада 1914)
  - 1-го класу (10 квітня 1919)
- Почесний хрест (Шварцбург) 3-го класу з мечами (26 жовтня 1915)
- Орден «За військові заслуги» (Баварія) 4-го класу з мечами (23 серпня 1916)
- Почесний хрест ветерана війни з мечами (1934)
- Медаль «За вислугу років у Вермахті»
  - 4-го, 3-го і 2-го класу (18 років; 2 жовтня 1936) — отримав 3 нагороди одночасно.
  - 1-го класу (25 років)
- Медаль «За Атлантичний вал»
- Хрест Воєнних заслуг
  - 2-го класу з мечами (30 січня 1941)
  - 1-го класу з мечами (30 січня 1942)